# Çamlıdere
Çamlıdere est une ville et un district de la province d'Ankara dans la région de l'Anatolie centrale en Turquie.

## Villes et villages du district
- Eldelek